# Balak (re)

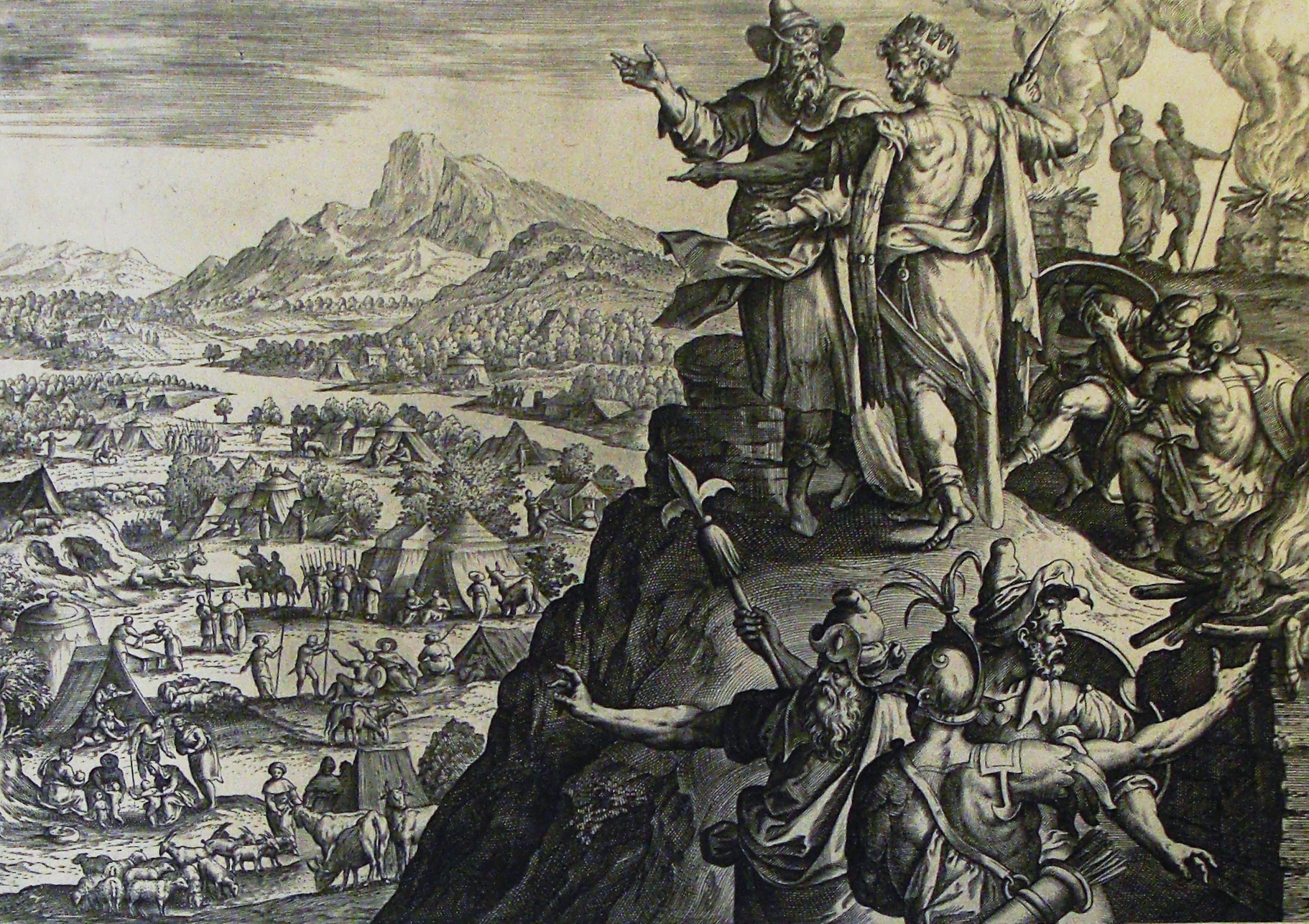
Balak, in alto a destra, di spalle, mentre indica a Balaam la comunità israelita, in un'illustrazione biblica

Balak (in ebraico בָּלָק, Bālāq) era un re di Moab descritto nel Libro dei Numeri della Bibbia ebraica dove sono narrati i suoi trascorsi con il profeta Balaam.

## Nella Bibbia
Nel capitolo precedente dei Numeri, gli Israeliti, in cerca della Terra Promessa in seguito al loro Esodo dall'Egitto, avevano sconfitto i Cananei in un luogo chiamato Hormah, così come gli Amorrei e il popolo di Basan, e poi si avvicinarono a Moab. La narrazione biblica sottolinea le paure del popolo di Moab, che era spaventato" e terrorizzato. Le loro paure sembravano riguardare le dimensioni della popolazione israelita e il conseguente esaurimento delle risorse che ci si sarebbe potuti aspettare se gli fosse stato permesso di occupare le terre moabite.
Balak provò a ingaggiare Balaam allo scopo di maledire la comunità israelita immigrante nel suo territorio. Durante il suo viaggio per incontrare i principi di Moab, Balaam viene fermato da un angelo del Signore dopo aver percosso il suo mulo. Dice all'angelo che tornerà a casa e ammetterà il suo peccato; l'angelo lo istruisce di andare all'incontro ma dire ciò che gli verrà suggerito. Secondo Numeri 22:2 e il Libro di Giosué 24:9, Balak era il figlio di Zippor.
Balak inizialmente conferì con i suoi alleati di Madian al fine di bloccare l'insediamento israelita, prima di inviare i suoi anziani (insieme agli anziani madianiti) a scagliare la maledizione di Balaam su di loro. I Madianiti sembrano essere stati localizzati insieme ai Moabiti - secondo il Targum Jonathan, in quel momento erano un'alleanza di popoli e quindi avevano un interesse comune nel prevenire l'insediamento israelita nell'area.
Dopo che la sua missione con Balaam per maledire gli israeliti fallì, Balak decise di allearsi con i Madianiti per radunare le loro donne per indurre gli uomini israeliti all'adulterio.
Altre fonti che descrivono in dettaglio la storia di Balak sono:
- Numeri 22-24
- Giudici 11:25 - Questa è l'unica volta nella Bibbia in cui Balak non è menzionato in diretta connessione con Balaam.
- Micah 6:5

Secondo il Pulpit Commentary, Balak sembra essere menzionato per nome in un papiro conservato nel British Museum.

## Nella Cabala ebraica
Lo Zohar, il testo base della Cabala, offre un'interpretazione speciale del fatto che Balak sia "Il Figlio di Zippor ". In ebraico "Zippor" (ציפור) significa "uccello". Secondo lo Zohar, questo non era il nome del padre di Balak, ma piuttosto si riferiva a un uccello magico di metallo che Balak usava. Come racconta lo Zohar, tale uccello aveva una testa d'oro, una bocca d'argento e ali di rame mescolate con argento, e il suo corpo era d'oro; una volta che l'uccello era costruito, andava posto durante il giorno in una finestra di fronte al sole e durante la notte in una finestra di fronte alla luna, mentre bruciava incenso di fronte ad esso per sette giorni e sette notti. Di conseguenza, l'uccello avrebbe iniziato a parlare e predire ciò che stava per accadere. Solo i maghi più abili potevano costruire un simile uccello. Balak, il più grande mago della sua epoca, ce l'avrebbe fatta. L'uccello era sempre appollaiato sulla spalla di Balak e gli sussurrava all'orecchio, e perciò era soprannominato "Figlio dell'uccello". Lo Zohar racconta inoltre che l'uccello pronunciò parole di profezia nell'orecchio di Balak e lo avvertì di non mettersi contro i Figli di Israele, e predisse anche la dura punizione in serbo per lui e per i Moabiti. Tuttavia, Balak perseverò nel modo sbagliato e fu punito esattamente come l'uccello aveva predetto.

## Nella letteratura cristiana
Apocalisse 2:12 - 2:14 si riferisce anche a Balak.
Balak è menzionato nel capitolo 10 di 2 Meqabyan, un libro considerato canonico nella chiesa ortodossa etiope di Tewahedo.

## Nella parashah
Balak è anche il nome della parashah settimanale o parte del ciclo ebraico annuale della lettura della Torah, che contiene la parte di Numeri che racconta la storia di Balak.

## Etimologia
Esistono varie etimologie proposte per il nome Balak, tutte a che fare con i bambini o "sprecare, distruggere". Il nome Balak si dice che derivi dal verbo ebraico scarsamente usato balaq, "sprecare" o "devastare" (Isaia 24: 1, 3; Geremia 51: 2). Non ci sono derivazioni di questo verbo oltre a questo nome. Altre proposte sono: "devastatore" (BDB Theological Dictionary), "vuoto" (NOBS Study Bible Name List) o "debilitante" (Jones's Dictionary of Old Testament Proper Names).